# Ampanihy
Ampanihy är en ort och kommun i den västra delen av Madagaskar. Ampanihy ligger i distriktet med samma namn som är en del av provinsen Toliara i regionen Atsimo-Andrefana. Orten har 24 370 invånare (2005). 